# Donkey Kong Jr.
Donkey Kong Jr. (jap. ドンキーコングJR., Hepburn: Donkī Kongu Junia, in Nordamerika Donkey Kong Junior in Arcade- und Nicht-Nintendo-Versionen ausgeschrieben) ist ein Jump-’n’-Run-Arcadespiel, das im Jahr 1982 von Nintendos Entwicklerstudio Nintendo Research & Development 1 entwickelt wurde. Es ist der Nachfolger von Donkey Kong und wurde im Laufe der 1980er-Jahre für diverse bekannte Spielkonsolen und Heimcomputer, wie das Nintendo Entertainment System (NES) als einer der Launchtitel, Family Computer (Famicom), Famicom Disk System, Atari 2600, Atari 7800, die Atari-Heimcomputer-Serie, das ColecoVision, den Coleco Adam, das Intellivision, den BBC Micro, den Nintendo e-Reader und als Game-&-Watch-Spiel portiert.
1983 erschien mit Donkey Kong 3 ein Nachfolger.

## Handlung
Donkey Kong wird von Mario in einem Käfig gefangen gehalten. Sein Sohn Donkey Kong Jr. versucht nun, seinen Vater zu retten. Hierbei sind die Rollen des Vorgängerspiels vertauscht, da Mario – zum ersten und bisher einzigen Mal – der Bösewicht ist.

## Spielprinzip
Wie sein Vorgänger ist Donkey Kong Jr. ein Jump-’n’-Run-Spiel. Insgesamt gibt es vier Level mit jeweils einem eigenen Thema. Donkey Kong Jr. (DK Jr.) kann nach links und rechts rennen, springen und Ranken, Ketten und Seile greifen, um zu klettern. Er kann schneller abrutschen, wenn er nur eine Rebe hält, oder schneller klettern, wenn er zwei hält. Zu den Feinden gehören „Snapjaws“, die Bärenfallen mit Augen ähneln. Vogelähnliche Kreaturen namens „Nitpickers“, von denen einige den Spieler angreifen können, indem sie Eier fallen lassen, und „Sparks“, die in einem von Marios Verstecken über die Leitungen streifen. DK Jr. kann auf Plattformen über diese Feinde springen, von einer Rebe/Kette/einem Seil zu einer anderen wechseln, um ihnen auszuweichen oder Fruchtstücke abwerfen, die jeden Feind zerstören, den sie berühren, bevor sie zum Boden des Bildschirms fallen, wo sie sich schließlich auflösen. Um die ersten drei Level zu bestehen, muss DK Jr. den Schlüssel erreichen, der neben dem Käfig seines Vaters hängt, woraufhin Mario flieht und ihn vom Bildschirm drückt. In der vierten Phase muss DK Jr. sechs Schlüssel in Schlösser auf der obersten Plattform stecken, um seinen Vater, Donkey Kong, zu befreien. Nach einer kurzen Zwischensequenz erscheint der Spieler mit einem erhöhten Schwierigkeitsgrad erneut im ersten Level. In jeder Phase wird ein Bonus-Timer ausgeführt, und alle verbleibenden Punkte werden nach Abschluss des Spiels zur Punktzahl des Spielers hinzugefügt. DK Jr. verliert ein Leben, wenn er einen Feind oder ein Projektil berührt, zu weit nach unten fällt oder in den Abgrund fällt. Auch verliert er ein Leben, wenn der Bonus-Timer auf Null zurückzählt. Das Spiel ist beendet (Game over), wenn der Spieler seine ganzen Leben verloren hat.

## Entwicklung und Veröffentlichung
Das Spiel wurde im Jahr 1982 von Nintendos Studio Nintendo Research & Development 1 entwickelt und erschien 1983 (in Europa 1984) unter dem Namen Donkey Kong Junior als Arcade-Spiel. Es ist der Nachfolger des erfolgreichen Arcade-Spiels Donkey Kong aus dem Jahr 1981.
Das Spielprinzip wurde von Shigeru Miyamoto entwickelt, die Grafik entwarf er zusammen mit Yoshio Sakamoto. Die Musik des Spiels wurde wie bereits beim Vorgänger von Yukio Kaneoka komponiert.

## Portierungen und Neuveröffentlichungen

### Portierungen

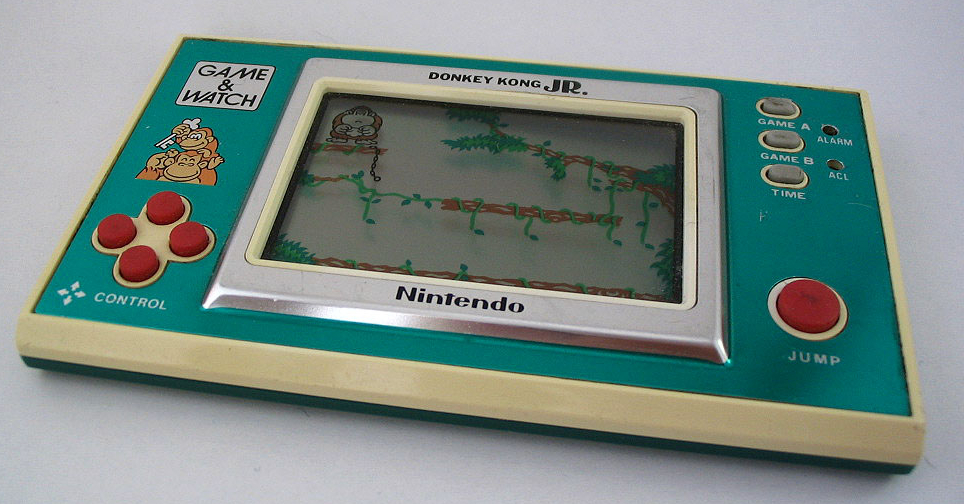
Game-&-Watch-Version von Donkey Kong Jr.

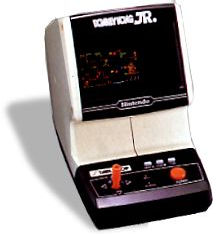
Game-&-Watch-Version von Donkey Kong Jr. (Tabletop)

Die Veröffentlichung für den Heimmarkt unter dem Namen Donkey Kong Jr. erfolgte 1983 mit einer Portierung für den Famicom als einer der Launchtitel in Japan. 1986 wurde das Spiel auch für den US-amerikanischen Markt portiert. 1987 erschien es für das NES in Europa. 1988 wurde es ebenfalls für das Famicom Disk System veröffentlicht. Es folgten weitere Portierungen für die Konsolen Atari 2600, Atari 7800, die Atari-Heimcomputer-Serie, das ColecoVision, den Coleco Adam, das Intellivision, den BBC Micro und Game & Watch. 2012 wurde das Spiel ebenfalls für den Nintendo e-Reader portiert.

### Neuveröffentlichungen
Die Arcade-Version des Spiels wurde später für die Virtual Console der Wii und der Wii U sowie den Nintendo eShop des Nintendo 3DS veröffentlicht. Auch in der Spielkonsole Nintendo Classic Mini war das Spiel enthalten.

## Rezeption
Donkey Kong Jr. wurde 1984 auf den 5. Arkie Awards für die besten Videospiel-Soundeffekte ausgezeichnet. Das Spiel befindet sich in der Top 100 der Killer List of Videogames.
Wie auch der Vorgänger war das Spiel beliebt für Speedruns und Highscores.
Die Figur Donkey Kong Jr. schaffte es, wie auch andere Mario- und Nintendo-Figuren, als spielbarer Charakter in mehrere Mario-Spiele, wie zum Beispiel die Mario-Kart-Reihe, Mario Tennis oder Super Mario Bros. 3. Donkey Jr. war einer der Charaktere, die in der Cartoon-Serie Saturday Supercade (1983–1985) auf CBS zu sehen waren. Später war er auch einer der Hauptfiguren in der Animationsserie Donkey Kongs Abenteuer.